# Adam Lorenz von Toerring-Stein
Adam Lorenz von Toerring-Stein (* 13. August 1614 in Stein an der Traun; † 16. August 1666 in Pertenstein) aus dem Geschlecht der Toerring war Bischof von Regensburg von 1663 bis 1666.

## Biographie
Adam Lorenz Reichsgraf von Toerring-Stein wurde 1639 zum Priester geweiht. Der von seinem Onkel, dem Regensburger Bischof Albert IV., protegierte Adam Lorenz war in Regensburg (1643–1663) und Salzburg Dompropst, bevor er 1663 Bischof von Regensburg wurde. Wie schon sein Onkel nahm auch Bischof Adam Lorenz Rücksicht auf die nach dem Dreißigjährigen Krieg angespannte finanzielle Lage des Hochstiftes Regensburg. Einen großen Teil seiner dreijährigen Amtszeit verbrachte der Bischof auf Schloss Pertenstein, wo er sich der Jagd widmete. Die Verantwortung für die Verwaltung und Seelsorge des Bistums lag in dieser Zeit bei Weihbischof Franz Weinhard. Bestattet wurde er wie seine Familie im Kloster Baumburg, sein Herz im Regensburger Dom.

## Wappen
Das fürstbischöfliche Wappen trägt als Schildhaupt das Wappen des Bistums Regensburg. Der Hauptschild ist geviert mit dem Wappen der Törring und für Seefeld drei anstoßende schräg gestellte schwarze Wecken auf goldenem Grund. Der Herzschild zeigt für Mödling eine schräg gestellte silberne Zange auf rotem Grund.